# Nhà thờ chính tòa Mỹ Tho

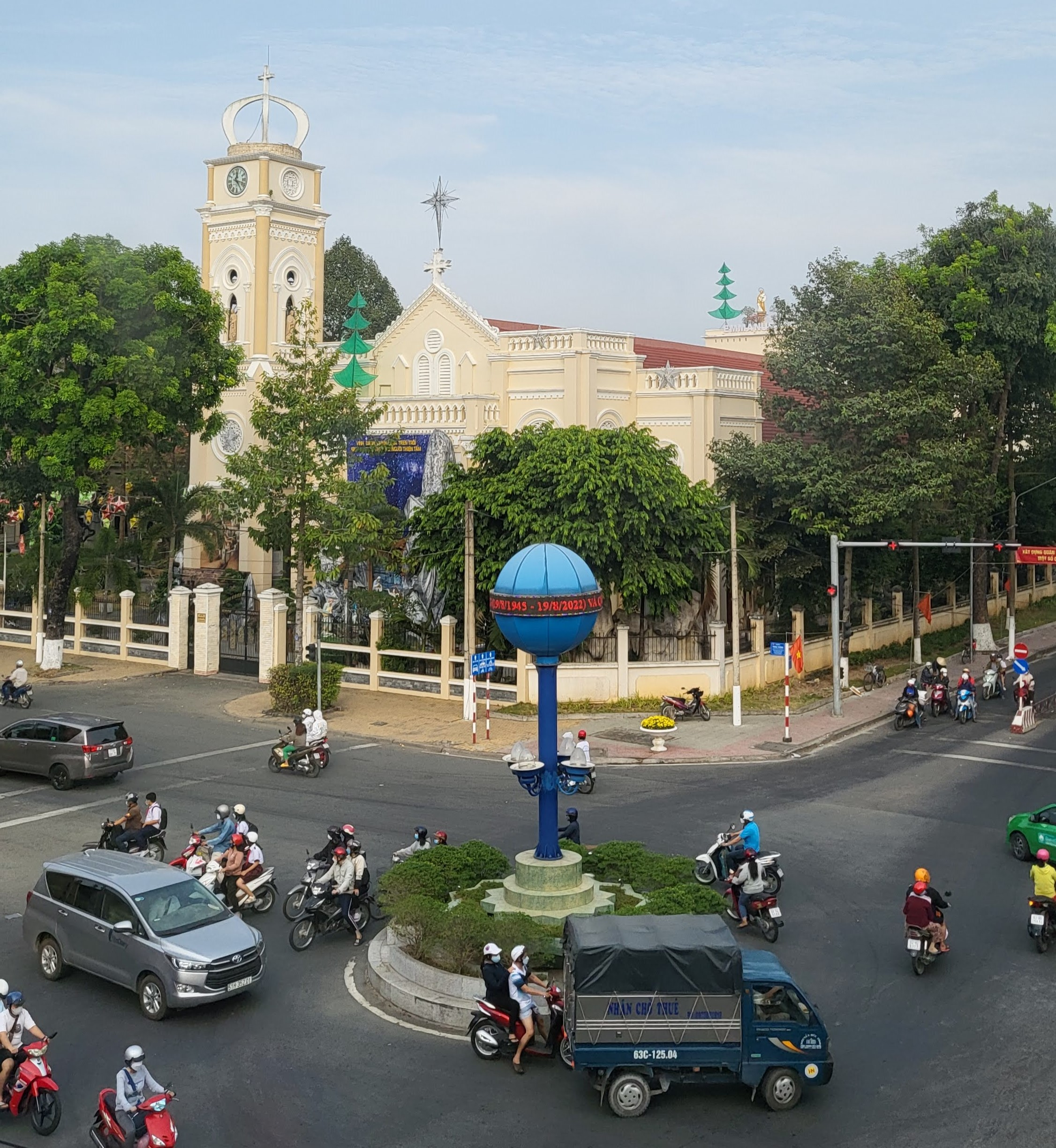
Nhà thờ chính tòa Mỹ Tho nằm ở giao lộ trung tâm của Thành phố Mỹ Tho.

Nhà thờ Chính Toà Mỹ Tho nằm tại số 32 đường Hùng Vương, phường Mỹ Tho, tỉnh Đồng Tháp. Đây là nhà thờ chính tòa của Giáo phận Mỹ Tho. Nhà thờ chính tòa Mỹ Tho cách Thành phố Hồ Chí Minh 70 km.
Ngôi nhà thờ đầu tiên được xây dựng ở Mỹ Tho là nhà thờ thánh Phanxicô Xaviê, do các linh mục thừa sai dựng nên. Kế đó vào năm 1866, Giám mục Miche đã cho xây dựng một nhà thờ mới có tên gọi Nhà thờ Vĩnh Tường được dâng kính Thánh Tâm. Nhà thờ này được xây dựng theo lối kiến trúc Hy Lạp - Rôma thời Phục Hưng tuy nhiên hiện nay do xuống cấp nên không còn được sử dụng.
Ngôi nhà thờ thứ ba được khởi công xây dựng ngày 11 tháng 8 năm 1906 bởi linh mục Régnier (Gẫm), bên kia đại lộ Bourdais, nay là đại lộ Hùng Vương và hoàn thành vào năm 1910. Về cơ bản, nhà thờ này giữ lại lối kiến trúc của Nhà thờ Vĩnh Tường. Do xây dựng trên nền đất sình nên chiều cao của nhà thờ phải hạ thấp để đảm bảo an toàn. Ngôi nhà thờ có chiều cao 24m, chiều dài 53m, chiều rộng hơn 17m, một gian chính và hai gian phụ hai bên. Kết cấu chính của tòa nhà được xây theo lối cột tròn chống đỡ, mái vòm được trang trí bằng nhiều hoa văn, họa tiết tinh xảo.
Ngày 24 tháng 11 năm 1960, Giáo hoàng Gioan XXIII ban hành Sắc chỉ Venerabilium Nostrorum thành lập Hàng Giáo Phẩm Việt Nam, đồng thời tổ chức lại các giáo phận cũ và mới, trong đó có việc thiết lập Giáo phận Mỹ Tho tách ra từ Giáo phận Sài Gòn. Kể từ đây nhà thờ Mỹ Tho được nâng lên thành Nhà thờ chính tòa với tước hiệu "Đức Mẹ Vô Nhiễm".
Chuông nhà thờ đầu tiên được dựng bên hông nữ. Đến năm 1958, linh mục Phaolô Nguyễn Minh Chiếu đã di dời chuông lên tháp cao bên nam. Ngày 16 tháng 2 năm 1995, linh mục Giuse Nguyễn Văn Chúc cho xây dựng lại một tháp chuông khác tách rời nhà thờ, tức là tháp chuông hiện nay.
Dịp Năm Thánh 2000, Giám mục Phaolô Bùi Văn Đọc đã cử hành Lễ Cung Hiến Nhà thờ chính tòa Mỹ Tho và chọn ngày Lễ Đức Mẹ Hồn Xác Lên Trời làm ngày lễ Bổn mạng thứ hai của Nhà thờ.
Năm 2006, mừng kỷ niệm 100 năm ngày xây dựng nhà thờ, linh mục Giacôbê Hà Văn Xung đã tiến hành trùng tu và nới rộng nhà thờ, thay mái ngói, xây dựng lại phòng thánh, cải tạo tháp chuông và đặt đàng Thánh Giá xung quanh nhà thờ.

## Hình ảnh

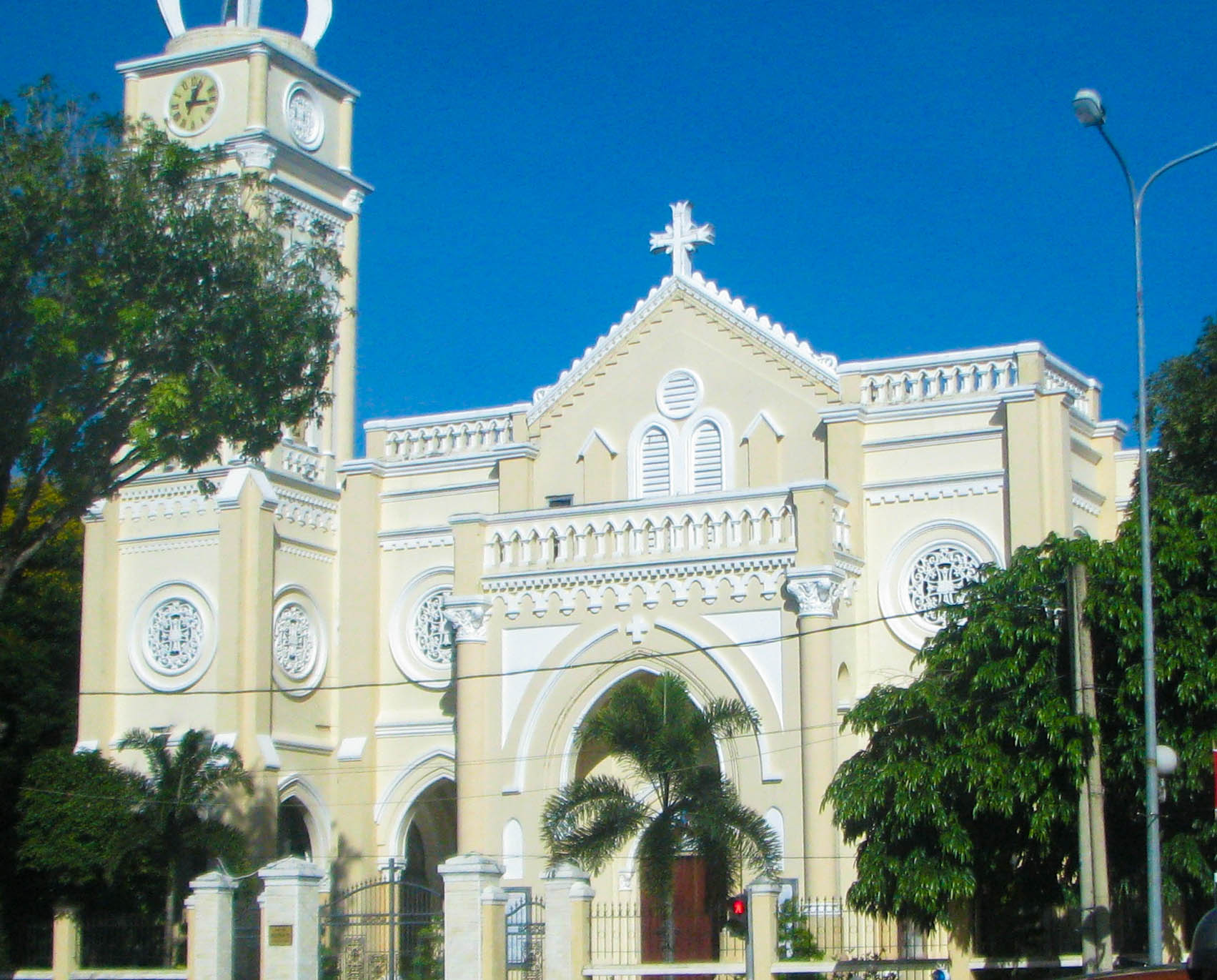
Mặt tiền nhà thờ.
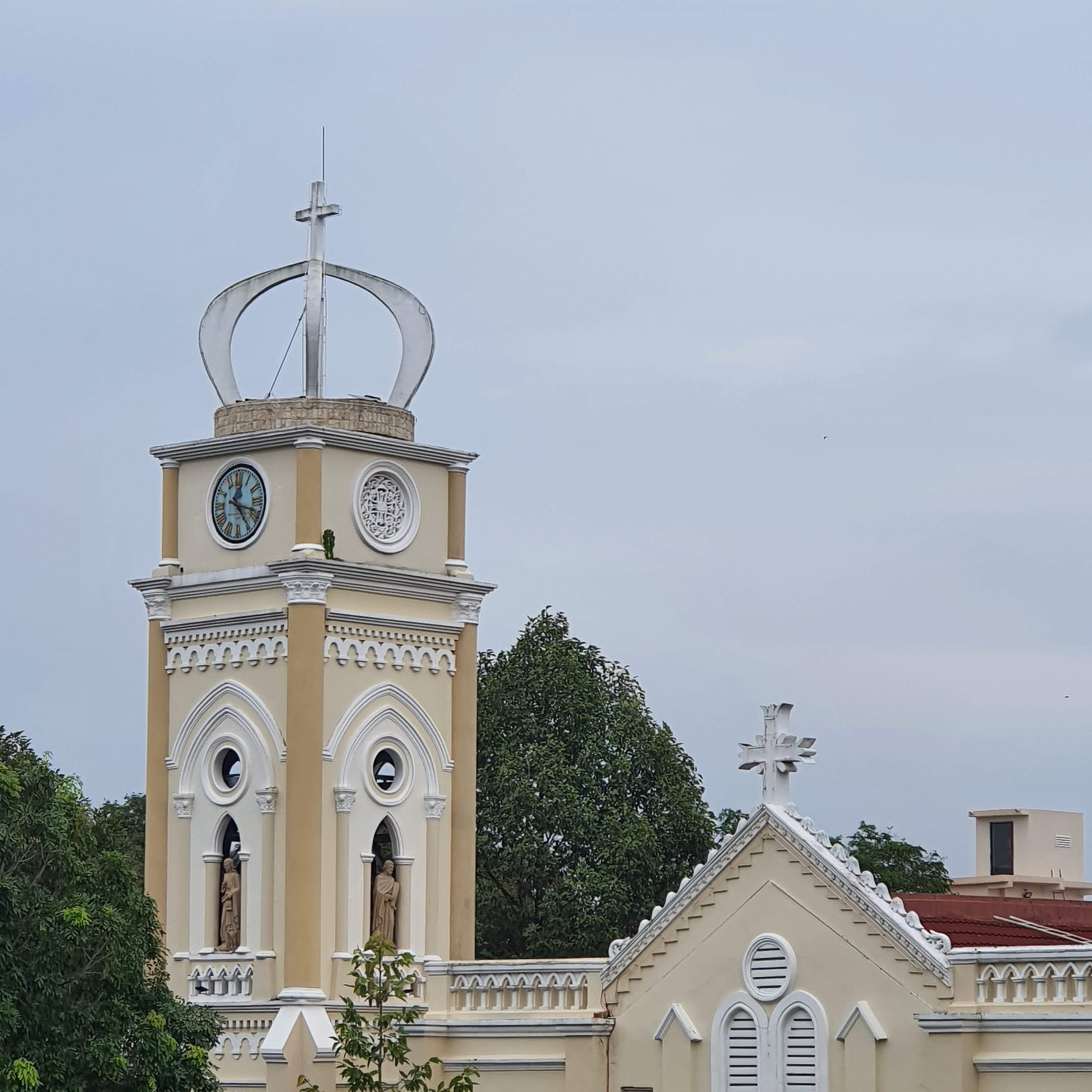
Tháp chuông nhà thờ.
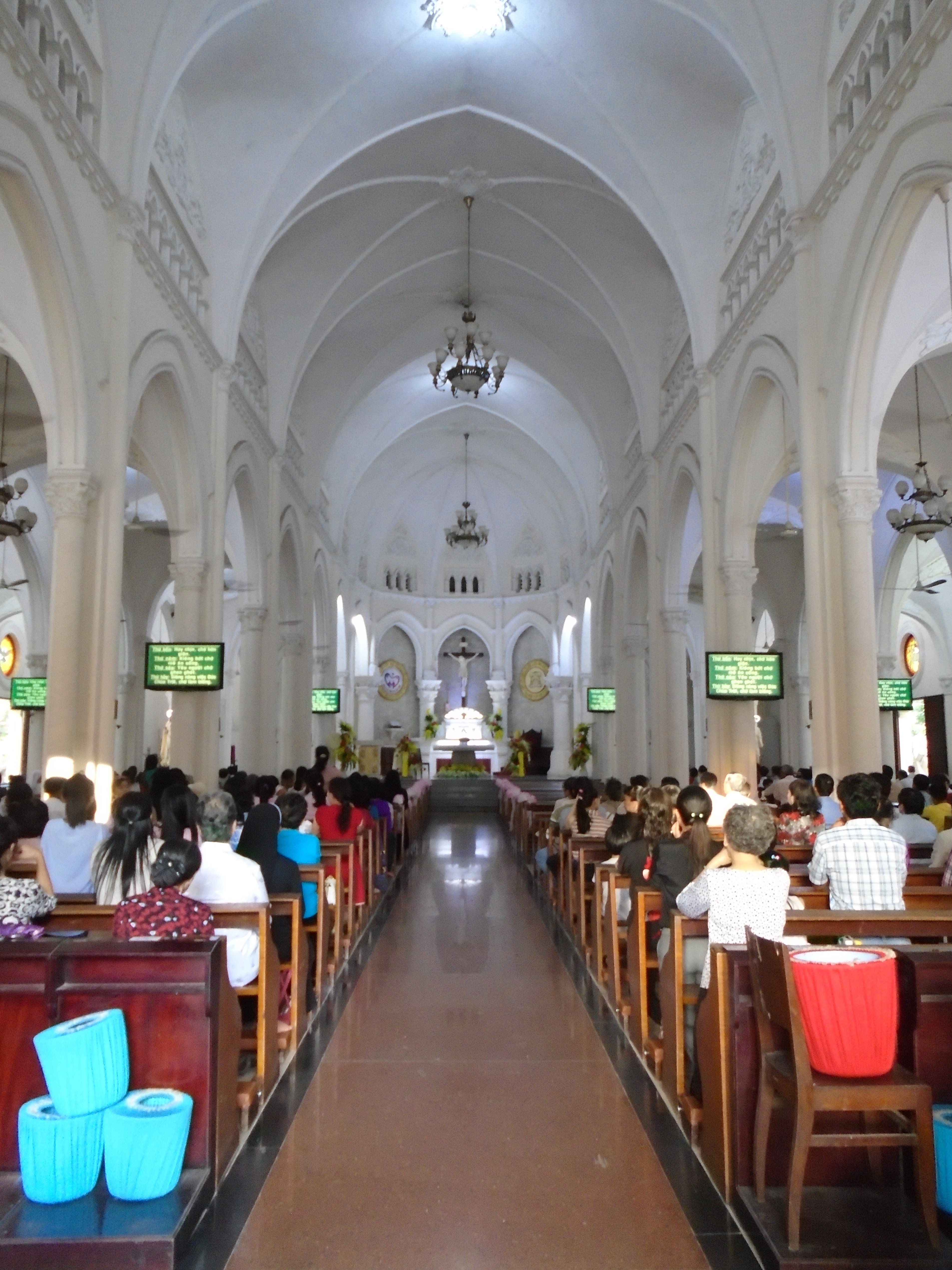
Một thánh lễ diễn ra bên trong nhà thờ vào năm 2017.
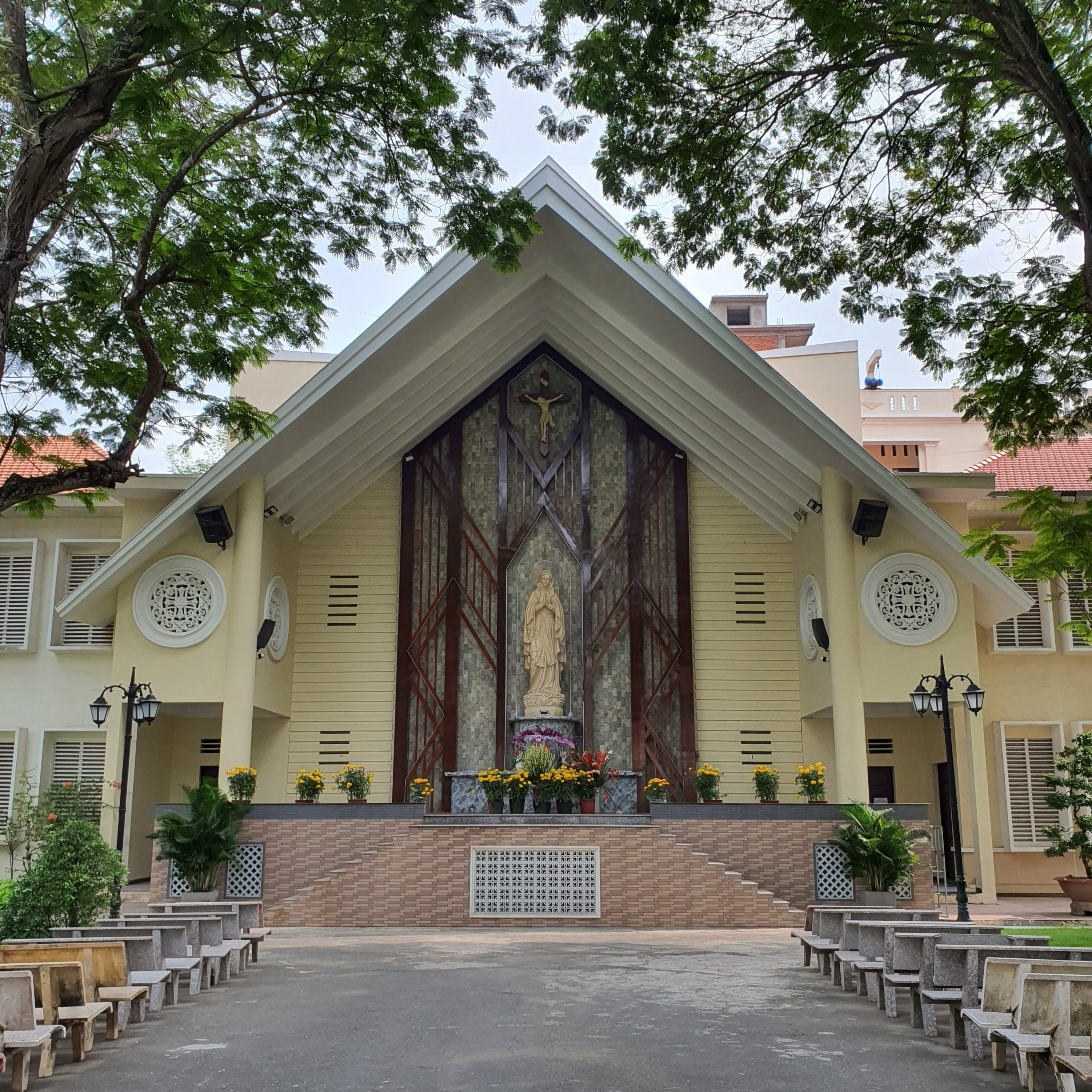
Đài Đức Mẹ ở bên cạnh nhà thờ và Tòa Tổng Giám mục Mỹ Tho.
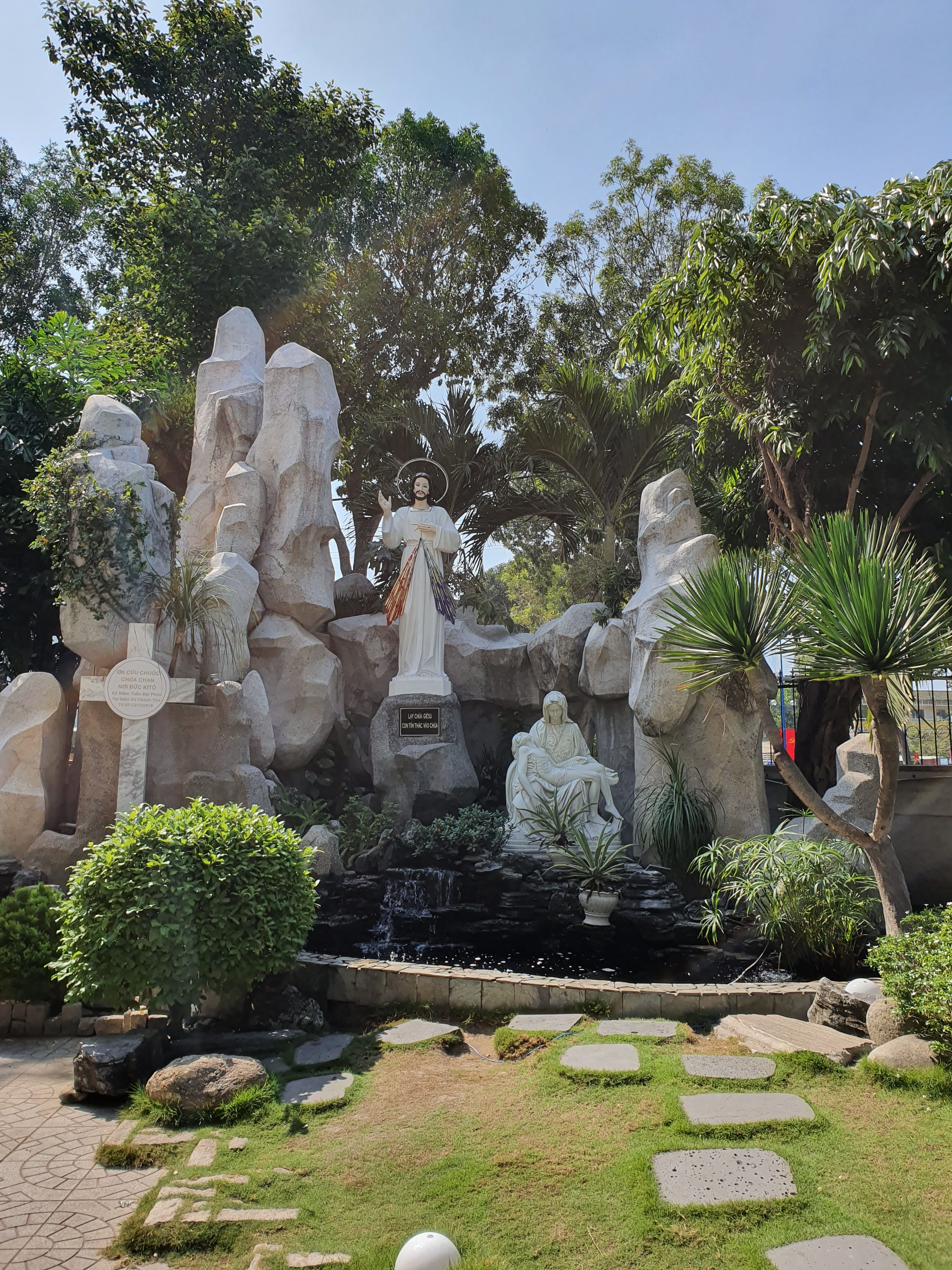
Tượng Lòng Chúa thương xót ở khuôn viên nhà thờ.